# Jasmin Tabatabai
Jasmin Tabatabai (* 8. června 1967 Teherán) je německo-íránská herečka a zpěvačka.
Její otec pocházel z Íránu, její matka z Německa. Do roku 1979 žili celá rodina v Teheránu. Jasmin Tabatabai vystudovala herectví a zpěv na Hochschule für Musik und Darstellende Kunst ve Stuttgartu. V roce 2009 byla členkou Spolkového shromáždění.